# Frank Brimsek
Francis Charles „Frank“ Brimsek (* 26. September 1913 in Eveleth, Minnesota; † 11. November 1998) war ein US-amerikanischer Eishockeytorwart, der von 1938 bis 1950 für die Boston Bruins und Chicago Black Hawks in der National Hockey League spielte.

## Karriere
Als sich Brimsek 1938 in den Kader spielte, waren die Zuschauer sehr skeptisch, doch zwölf Siege (davon sechs Shutouts) in seinen ersten 15 Spielen brachten seine Kritiker zum Schweigen. Er hatte den Spitznamen „Mr. Zero“, in Anspielung auf die 40 Shutouts in seiner Karriere und war einer der erfolgreichsten US-amerikanischen Eishockeyspieler. Er verhalf den Bruins 1939 und 1941 zu zwei Stanley-Cup-Gewinnen. Im Zweiten Weltkrieg pausierte er, um seinen Kriegsdienst zu leisten. Er kehrte in die NHL zurück, konnte jedoch nicht mehr an frühere Leistungen anknüpfen.
1966 wurde er mit der Aufnahme in die Hockey Hall of Fame und 1973 mit der Aufnahme in die United States Hockey Hall of Fame geehrt.

## Sportliche Erfolge
- Stanley Cup: 1939 und 1941

### Persönliche Auszeichnungen
- NHL First All-Star Team: 1939 und 1942
- NHL Second All-Star Team: 1940, 1941, 1943, 1946, 1947 und 1948
- Calder Trophy: 1939
- Vezina Trophy: 1939 und 1942
- AHL First All-Star Team: 1938